# Покотило, Михаил Григорьевич
Михаил Григорьевич Покотило — архитектор СССР, России, доцент, кандидат технических наук, заслуженный тренер РСФСР.

## Биография
Родился в 1939 году в городе Киев Украинской ССР.
В 1962 году окончил Московский государственный университет путей сообщения, школу тренеров РГУФК, ГЦОЛИФК по специальности «Тренер — преподаватель пулевой и стендовой стрельбы» в 1964 году.
С 1962 года архитектор, главный архитектор проектного института при Московской железной дороге Министерства путей сообщения СССР.
С 1966 года работает в Московский государственный университет путей сообщенияв должности доцента на кафедре «Архитектура промышленных и гражданских зданий», главным инженером подразделения Спецстрой СССР.
В 1971 году присвоена квалификация тренер Высшей категории и заслуженный тренер России, судья международной категории. Мастер спорта, член сборной команды СССР, главный тренер команд «Локомотив», «Профсоюзы».
В 1970-х годах работает в странах Восточной Европы, в том числе ГДР.
С 1983 по 1987 годы оканчивает институт иностранных языков и работает руководителем контракта Алжирского Университета, читая лекции на французском языке.
В 1990-е годы работал в Московской государственной академии коммунального хозяйства и строительства (МГАКХиС).
В 2000-х годах участвовал в реконструкции Курского вокзала и других важных зданий в центре Москвы.
Автор более 40 печатных работ по архитектуре гражданских и промышленных зданий и сооружений.
В настоящее время работает в МГАФК, Московский государственный университет путей сообщения, состоит в президиуме Федерации стрелкового спорта г. Москвы.